# Château d'Armentières
Le château d'Armentières est une ancienne maison forte, de la fin du XIIIe ou du début du XIVe siècle, profondément remanié au XVIe siècle, dont les ruines se dressent sur la commune française d'Armentières-sur-Ourcq dans le département de l'Aisne en région Hauts-de-France.

## Localisation
Les vestiges du château d'Armentières sont situés dans le département français de l'Aisne sur la commune d'Armentières-sur-Ourcq, dans un vallon de la vallée de l'Ourcq, au milieu de marais qui rendaient son accès difficile.

## Historique

### Famille d'Armentières
Un lignage chevaleresque est attaché à cette terre et y possède une maison-forte dans la seconde moitié du XIIe siècle. Gui d'Armentières est le premier seigneur connu. En 1197, ce seigneur a créé une colonie de peuplement à vocation viticole sur sa terre, au lieu-dit la Haie.
Le successeur de Gui, Guillaume d'Armentières, participe à la cinquième croisade. Il est capturé avec un autre seigneur local, Jean d'Arcy, et n'a dû sa libération qu'à la vente d'une partie de ses droits seigneuriaux sur Armentières par Pierre d'Armentières et Laura, sa sœur.
Dans le rôle des fiefs relevant du comté de Champagne établi sous Thibaud IV, entre 1249 et 1252, mentionne Jean d'Armentières tenant du comte une maison forte et Nicolas d'Armentières possédant une autre maison-forte dans la même seigneurie,. Un dénombrement des fiefs fait en 1275 cite ces deux maisons-fortes possédées par les mêmes. Nicolas d'Armentières est cité comme arbitre d'un différend entre le prieuré de Coincy et Étienne du Buisson. Il est probable qu'il était un parent de Simon d'Armentières qui était alors prieur de Coincy, puis de l'abbaye de La Charité-sur-Loire avant d'être nommé cardinal, en 1294. Il est probable qu'une nouvelle maison-forte a été construite au milieu du XIIIe siècle liée à la nouvelle situation de cette génération du lignage. Il y a alors une double implantation des seigneurs d'Armentières qui doivent se partager les droits seigneuriaux. Une de ces deux branches, celle qui porte le titre de seigneur d'Armentières, va disparaître au profit d'autres familles.
En 1297, cet arrière-fief relève de celui de la tour d'Ambleny qui est alors au chapitre de la cathédrale de Soissons. En 1285, le comté de Champagne est rattaché au domaine royal, en même temps que la seigneurie d'Oulchy. Cette dernière a été rattachée au comté de Valois en 1353.

### Famille de Conflans
En 1320, Gaucher d'Unchair est seigneur d'Armentières. Sa veuve, Péronne de Jouengues (ou Jouaignes), a apporté la seigneurie d'Armentières à la famille de Conflans en épousant Jean Ier de Conflans, veuf d'Isabelle de Lor, seigneur de Viels-Maisons en Brie champenoise, de Vézilly et vidame de Châlons, fils d'Hugues III de Conflans, seigneur d'Étoges, maréchal de Champagne. Péronne de Jouengues avait eu de son premier mariage une fille, Péronnelle d'Unchair. Péronnelle possédait une partie de la seigneurie. Jean Ier de Conflans fait un aveu et dénombrement d'une partie de la seigneurie d'Armentières au chapitre de la cathédrale de Soissons au nom de Péronnelle d'Unchair dont il a la garde, et en son nom propre, le 18 novembre 1362. Péronne de Jouengues a un fils né de son mariage avec Jean de Conflans, Jean II de Conflans, qui a été seigneur de Conflans, marié à Madeleine de Hornes. La seigneurie d'Armentières est alors divisée en plusieurs fiefs. Le dénombrement fait en 1375 et 1378 pour Blanche, veuve de Philippe de France, comte de Valois et duc d'Orléans, mentionne pour Armentières, Jean de Conflans et Henri d'Armentières qui est seigneur de Confavreux, dépendance d'Armentières. Jean II de Conflans et Madeleine de Hornes sont encore cités seigneurs en partie d'Armentières à la fin du XIVe siècle. Jean II de Conflans rachète à Henri d'Armentières sa partie de la seigneurie en 1394. Armentières est alors entre les mains des Conflans de Vieils-Maisons. Jean II de Conflans sert sous les ordres de Jacques de Créquy, seigneur d'Heilly, Lieutenant général de Guyenne. En 1415, il suit Charles Ier d'Albret, connétable de France, dans son combat contre les Anglais. Il a probablement été tué à la suite de la bataille d'Azincourt.

### Famille Jouvenel des Ursins
Barthélemy, fils de Jean II de Conflans, vicomte d'Oulchy, est marié à Marie de Cramailles, fille de Baudouin de Cramailles. Il devient le maître des châteaux de Cramaille et Saponay. Barthélemy de Conflans vend le 24 septembre 1446 les seigneuries d'Armentières et de Cugny à Jean II Jouvenel des Ursins, alors évêque de Laon,. Il est nommé archevêque de Reims en 1449. Cette seigneurie  entre Paris, Laon et Reims, pouvant lui servir de maison de campagne, cependant il vend Armentières à son frère, Michel Jouvenel des Ursins, dix ans avant sa mort. Son fils, Jean III Jouvenel des Ursins, est seigneur d'Armentières, Cugny, Nanteuil, La Chapelle-Gaucher. En 1540, Louis Juvénal des Ursins est seigneur d'Armentières, Cugny, Lesges, Jouaignes et autres lieux. Ses frères, Jacques et Charles, ont été prieurs de Coincy. Son fils, Gilles Juvénal des Ursins (mort en 1586) est seigneur d'Armentières, gentilhomme ordinaire de la Chambre du Roi, capitaine de 200 chevaux légers. Il est probablement à l'origine d'une nouvelle campagne de construction pour moderniser le logis du château d'Armentières dans les années 1560.

### Retour dans la famille de Conflans
Son fils, Gilles Jouvenel des Ursins, est seigneur d'Armentières, mais c'est sa sœur, Charlotte Jouvenel des Ursins (1569-1646), qui a ramené la seigneurie d'Armentières dans la famille de Conflans après la mort sans descendance de son frère à la suite de son mariage en 1588 avec Eustache de Conflans, gouverneur de Saint-Quentin, vicomte d'Oulchy, seigneur de Brécy et du Buisson, fils d'Eustache de Conflans, et petit-fils d'Antoine de Conflans, vicomte d'Oulchy-le-Château, lui-même fils de Jean III de Conflans, seigneur de Viels-Maisons. Elle en fait l'aveu et le dénombrement au roi le 8 mars 1608. Charlotte Jouvenel des Ursins est veuve en 1628 laissant la gestion de ses seigneuries à son fils Henri de Conflans, marié à Charlotte Pinart de Cramaille. Il semble ne plus habiter au château d'Armentières, comme son fils, Eustache III de Conflans (mort en 1690), préférant le château du Buisson. À la mort d'Eustache III de Conflans, sa demi-sœur s'intitule dame d'Armentières et de La Tournelle, mais elle abandonne la seigneurie d'Armentières à son cousin, Michel III de Conflans (mort en 1717), seigneur de Saint-Remy, en 1696. Son fils, Louis de Conflans d'Armentières est nommé maréchal de France en 1768. Il obtient que la terre d'Armentières qu'il n'habite pas, soit élevée en marquisat. Louis-Gabriel de Conflans a été le dernier marquis d'Armentières, vicomte d'Oulchy, de 1774 à sa mort, en 1790.

### Après la Révolution
La famille de Conflans ayant émigré, la terre d'Armentières a été vendue 19 nivôse an II (8 janvier 1794) à la famille Hutin, anciens fermiers qui exploitaient la terre pour les Conflans.
Le château est épargné par la Révolution. Du fait du relèvement du niveau des eaux, le château devient alors inhabitable et il est, au XIXe siècle, transformé en étable. La tour sud-ouest de la façade principale s'effondre en 1899. La tour sud-est est démolie en 1906 car elle menace ruine. Les toitures encore en place sont soufflées par les explosions pendant la Première Guerre mondiale. Le château est définitivement abandonné à la suite des combats de 1918 qui ont ruiné les toitures. Une des flèches des tourelles de la porte d'entrée du logis s'effondre.
Le château, devenu la propriété de la famille Kérékès est restauré. Depuis 2004, il bénéficie d'études techniques et de travaux de sauvetage avec le concours de l'État et du département de l'Aisne. Le château a reçu le soutien de la Mission Bern.

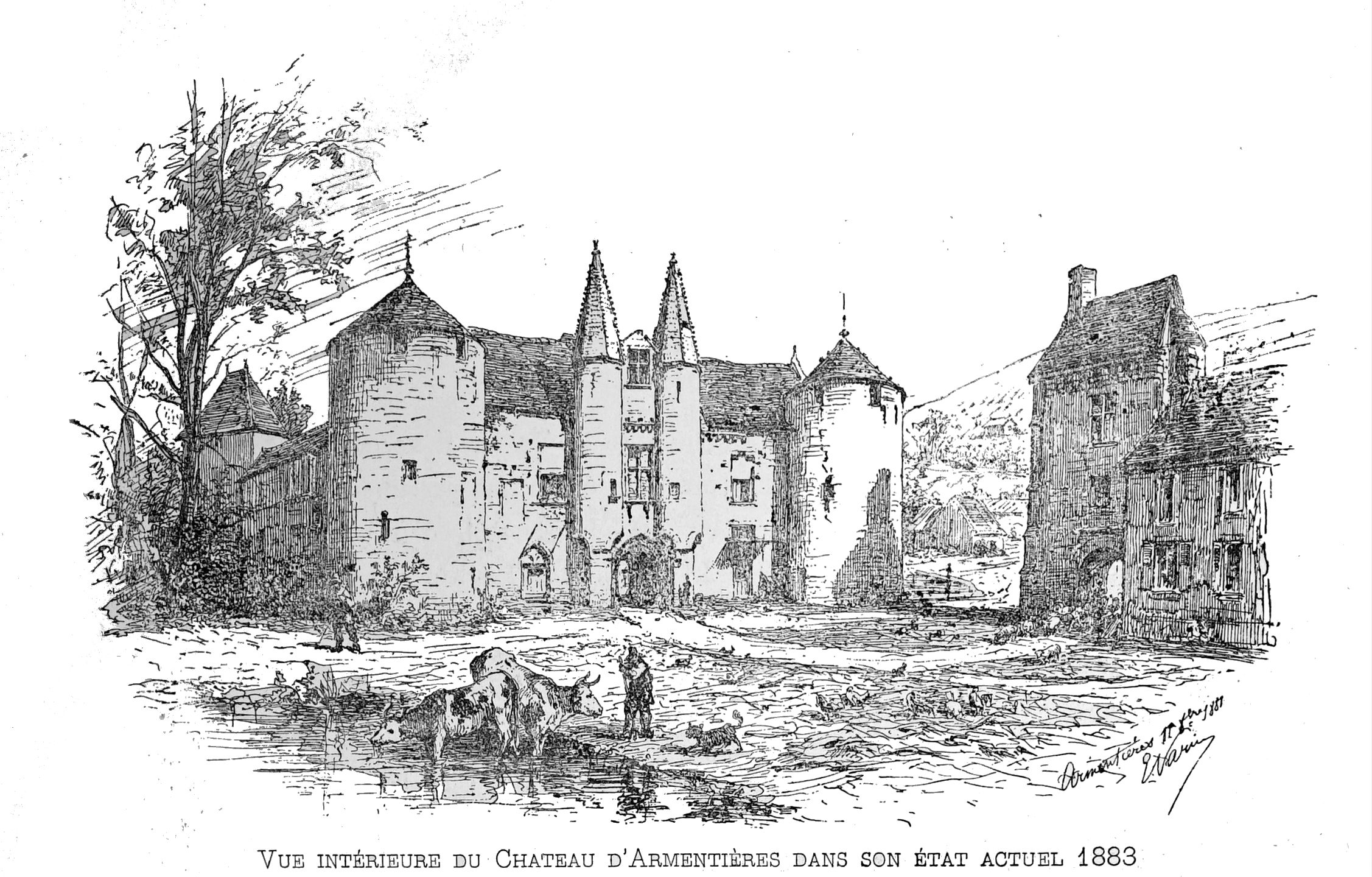
Le château dessinée par Eugène Varin vers 1884.
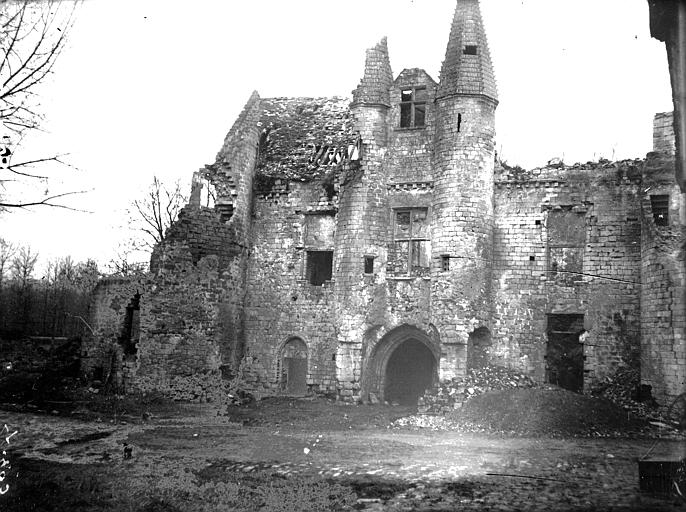
Le château après la Première Guerre mondiale.

## Description
Le château d'Armentières, dont l'essentiel des constructions datent du milieu du XIIIe siècle, se présente de nos jours sous la forme d'une enceinte quadrangulaire ruinée à flanquements d'angles circulaires qui ferme au sud une cour entourée d'une haute courtine également du XIIIe siècle où sont disposé divers bâtiments du XVIe siècle
La plus grosse des tours, dans l'angle nord-ouest, datée du XIVe siècle, en forme de fer à cheval fait office de donjon et a été restaurée à la fin du XXe siècle. Des logis s'articulent autour d'une cour intérieure. On accède dans cette dernière par une porte en tiers-point donnant sur un passage vouté sous le logis principal. Deux hautes tourelles circulaires que soutiennent des contreforts encadrent cette porte. Au sud et en avant de celle-ci se trouve l'enceinte d'une basse-cour qui a conservé une tour-porte avec un passage pour piétons et un pour cocher barrés par des ponts-levis.

## Protection aux monuments historiques
Les ruines du château avec sa poterne sont classées au titre des monuments historiques par arrêté du 25 janvier 1921.